# コハル (ポケットモンスター・テレビアニメ第7シリーズ)
コハルは、任天堂のゲームソフト『ポケットモンスター』シリーズを原作とするアニメ『ポケットモンスター テレビアニメ第7シリーズ』に登場する架空の人物。

## プロフィール
- 名前：サクラギ・コハル
- 出身地：クチバシティ（カントー地方）
- 職業：ポケモンスクール生徒・ポケモントレーナー（第49話から）・リサーチフェロー（第136話から）[注釈 1]
- 夢：未定
- 年齢：10歳
- 登場時期[注釈 2]：PM2（テレビアニメ第7シリーズ）

## 各国の日本国外名
- 英語：クローエ(Chloe)
- 中国語：シャオチュン(小春)
- 韓国語：チェ・ハル(채하루)

## 人物
PM2のヒロイン。ケンジ以来となるアニメオリジナルのメインキャラクターの一人。PM2第1話から登場。第2話から10歳。一人称は「わたし（私）」。身長はサトシやゴウと対等。小豆色の特徴的な長髪で肌はホワイト、瞳孔は緑色である。ロケット団（ムサシ・コジロウ・ニャース）はコハルのことを「ジャリガール」と呼称している。
家族は父のサクラギ博士と母のヨシノ、弟のソウタ、サクラギ博士所有のワンパチ、メインパートナーのイーブイがいる。ゴウとは幼馴染で同じスクールに通学している。
ジョウト地方には容姿が瓜二つのハルヒがおり、第79話で登場した(詳細は下記)。また、第90話ではもうひとつの世界のコハルが登場する。一人称は「僕」。才媛で、専らコンピュータ技術に精通している。ロケット団のデータにもハッキングをかけてデータを盗用し、類似のスーツを作成した経験を持つ。やや才弾けている。
2020年後期まで、コハルは出番が少なかったため、2020年10月に配信されたYouTubeライブ『金ぴかオンライントーク』にて、花澤香菜が出番の少なさに触れ、総監督の冨安大貴に直談判している。
BW（ベストウィッシュ）の第55話にも、同名の別キャラクターが存在している。

### 性格・特徴
初期は身内や友人以外には冷たい態度であったが、様々なことを経験して上記以外でも笑顔を見せるようになった。その上で、冒険の愉しさを知るきっかけであるパートナーのイーブイには、特段に笑顔を見せている。第72話では、悪の組織を自称するロケット団のニャースに対しても優しく接し、教え諭した。コハルはこれがきっかけでニャースへのイメージが変わった。また、ニャースはコハルの優しさに惚れ、拾った光沢のある鉱石を渡して友達になろうと試みて失敗したが、コハルへの片思いは継続している。
髪型にはこだわりを見せており、三つ編みのおさげ髪であるが、ベッドから起きた時は髪型がボサボサになるため、ヨシノにいつも結ってもらっている（ヨシノ曰く「三つ編みタイム」）。シンオウ地方での旅の際は、ポッチャマの助けを借りて髪を整えた。また、キクナとのお泊まり会ではおすすめの結び方をキクナから教わった。癖毛には特にコンプレックスを抱いており、ヨシノに三つ編みタイムが無くなると言われた時はかなり動揺した言動を取り、ヨシノが自分をモデルにしたキャラクターを雑誌に載せた時は怒っていた。髪の寝癖が酷く、起床に時間を要していることもある。本人は、サトシやゴウの育成・戦術に不信感を抱いている。キクナ宅で女子会に参加した際は、キクナが男性に思いを寄せていると誤解し、所在がわかると懸命に探す場面があった。また、母ヨシノからイラストレーターの道を志した話を聞いた際に、漫画家を志望するものの諦めていたところ、当時読者だったサクラギから「好きな物から卒業しないで」と諭されたことを耳にすると、頬を赤らめて驚いた様子を見せた。ゴウ曰く、コハルは昔からキャンプの肝試しで怖がらなかったことから、物怖じしない性格だと語っていたが、ゲンガーの脅かしには驚く一面もみられた。暗闇に包まれているルミナスメイズの森では率先してポニータの探検調査を実施した。また、家族旅行が突如中止になったさいには、イーブイとの旅を決断し、シンオウ地方を訪れた。ポプラの誘いでケーキ作りをイーブイとマホイップと共に行った際は、コハルのケーキを試食したポプラは「ポケモンを大事にする優しい心の持ち主。それが味にも現れている」と評した。
将来の夢についてはまだ具体的に決めておらず、様々な事象に挑戦して模索中である。母のヨシノからいつか決断する時が来ると諭されている。父がポケモン研究者のため、周囲からポケモン博士なると解釈されることを快く思っていなかった。また、イーブイのゲット前は家にワンパチが居るためにトレーナー自体に興味を示さなかった。しかし、出会ったイーブイの個性に影響を受け、今後は共に挑戦し、成長していく覚悟である。
買い物が好きで、キクナやイーブイと共に繁華街巡りやイーブイとのホドモエシティの市場ではショッピングをしていた。また、お菓子作りやキャンプでの自炊も得意とする。イーブイとのキャンプ中に作ったシチューはヒカリやポッチャマにも好評であった。第50話ではホイップクリーム作りをした。コハルが席を空けた最中に、ガサッツによってカレーライスの異質のトッピングにされたものの好評を得た結果となった。ケーキ作りの経験もあり、第82話では堪能な業前を披露し、サトシたちに技能を伝授した。マホイップと共に仕上げたケーキはポプラから太鼓判を捺された。芸術への関心があり、イーブイをモデルに描いた経験もある。第55話で父の仕事の終わりを待つ間、汗牛充棟に蔵書が並ぶ研究所の書棚に目を通すなど読書への関心も見せている。第89話では、過去に小説で得た知識を活かし、ポケモンの連れ去り事件と「ゲート」の謎を解明しようと試みた。
第74話で、コハルとイーブイはシンオウ地方コトブキシティに降り立った際にヒカリの母親で元ポケモンコーディネーターのアヤコとアナウンサーの対談を偶然視聴して「ポケモンコンテスト」の存在を知ることになった。コンテストに関心を示し、大会が開催されるハクタイシティに向かう途中でヒカリと出逢う。コハルたちはヒカリとポッチャマの演技を観ることになり、眼を輝かせて感銘を受けた。試しにイーブイと演技も行ったが、模倣した技「うずしお」が決まらず失敗に終わった。第75話では、シンオウ地方での事件が解決したことに伴い、ハクタイシティの大会に赴く前で回は終了し、コンテストの鑑賞は作中に描かれていない。第105話でカイリの連絡からコハルとイーブイはニンフィアを連れたトレーナー（セレナ）に会う目的でホウエン地方ミナモシティを再度訪問し、スカウト中のルチアからポケモンコンテストへの挑戦を勧められたり、セレナに紹介されたりしたため、開催されたポケモンコンテストの大会でノーマルランクから出場した。初の演技直前は緊張していたものの、イーブイに励まされながらこれまで出逢った進化形8種類を意識した演技を披露した。
ポケモンスクールに通う日はスクールの制服を着用している。教室の席は窓際にある。自宅から研究所までワンパチと共にサクラギの自動車に乗車し、研究所から登校する。級友の女子2人と話ながら徒歩で通ったり、イーブイをボールから出して共に登下校したりしている。下校や冒険後にはまず研究所に戻る。なお、冒険の際には、スクールを欠席し、代替課題としてレポート（報告書）の作成を先生から義務付けられた。スクールでは「お花係」をやっており、菜園の土の良し悪しを理解している。
冒険などでは異なるさまざまな普段着を着用している。学校制服で登場または終始する回もある。制服は港町のクチバシティらしく錨が描かれているセーラー服。第4作目のオープニングでは、ゲームシリーズ『ポケットモンスター オメガルビー・アルファサファイア』でハルカ（原作）が着用していた衣裳を纏ったコハルがイーブイと共に華麗な演技を披露する描写が先行公開された。
ポケモンバトルの経験自体なかったが、襲ってくるゲンガーからコハルを守るために全神経を尖らしていたワンパチに「スパーク」の指示を出した。また、ロケット団を撃退するため、イーブイとワンパチに「スパーク」を指示し、ダブルバトルも経験した。怒り心頭のハンテールに対してはイーブイに「ハイドロポンプ」を指示した。以降、コハルは、イーブイに敵またはポケモンの襲撃に対してや演技披露などでイーブイが模倣した技および「たいあたり」の指示を出している。
幼少期はゴウをオーキド博士主催のポケモンキャンプに誘うなどポケモンに多少関心があった。成長して、サトシ・ゴウからルギアがらみの話題を話された時に興味のない姿勢をとるなど、素っ気ない態度に転じた。しかし、様々な経験を経て、博士にポケモンの生態での質問をしたり、ソウタの友達のナミのポケモンの悩みの解決に協力したりするようになって、ポケモンへの可能性と関心を深めていった。その後、クレセリアとの遭遇で果敢にポケモンに近づいたり、シンオウ地方への旅を経てポケモンの気持ちがある程度理解できるようになったりした。なお、ポケモンとの交流以外も消極的な姿勢であり、第81話で誘われた「青活」においてはイーブイなど周りに押される形で参加した。
本来イーブイは不安定な遺伝子を有しているが、不思議な事情を抱える進化しないイーブイと出逢い、紆余曲折の末、初めてポケモンをゲットして、ポケモントレーナーとなった。ボールは所持していなかったため、ゴウから貰った。以降、イーブイをメインパートナーポケモンとして連れている。コハルは、イーブイが様々な可能性を秘めていることに興味を示しており、現時点で夢が不明瞭な自身の現状とも重ねて、共にさまざまなことに挑んでいる。両者は互いに緊急時には助け合うなど強い絆を持っている。イーブイと過ごしているうちに、イーブイの気持ちも理解を深めている。コハルはイーブイの無邪気さにも溺愛している。イーブイが体調を崩したと心配した際には、咄嗟に駆けつけようとした。また、ゴウにイーブイの個性を嘲弄されると反論した。コハルが初めての出立に悩んでいた際には、冒険に憧れるイーブイの意見を基に決断した。第57話では、キクナがコハルとイーブイの仲の良さに感銘を受けていたが、コハルは首を横に振り、「まだ全然」「もっと仲良くなりたいのだけど、どうしたらいいのかなって」と発言した。コハルはイーブイの針路に関して悩んでいるため、イーブイや進化系のことを積極的に学ぶ姿勢を示しており、イーブイや進化系のことを調べている。カイリのもとに相談に訪れた際には、「イーブイが進化したいのにできないのか、それとも今のままでいたいのかわからないけど…」とイーブイの将来に関して案じていた。しかし、コハルはイーブイの意思を優先尊重し、「イーブイには自分で進むべき道を決めて欲しい」と考えており、イーブイもその気持ちを理解している。コハルはイーブイが他のポケモンの技の真似をする根拠として進路先の模索をしていると推察している。コハルには進路先の手段の一助としてカイリから「みずのいし」、ホノカから「ほのおのいし」、ビリーから「かみなりのいし」、ハルヒから「エーフィおよびブラッキーを模した家紋のメダル」、レジーナから「グレイシアのスノーグローブ」、エリカから「リーフィアの葉の成分含有の香水」、セレナから「セレナのイーブイが着用していた花の装身具」が譲渡されている。また、第112話でコハルはナギサ（SM第99話でスイレンがキャッチした前髪が特徴的なイーブイ）を持つスイレンと交流し、サトシのピカチュウのように進化させない道を耳にして、イーブイが（この時点で）9通りの選択肢を秘めていることに気づいた。なお、コハルはイーブイの今後をヒカリに相談した際に、進化を止める決断をしたポッチャマの話も耳にしている。イーブイとナギサがふれ合った思い出として、アローラ地方の風景写真を持ち帰った。第135話で、イーブイの進路を思い悩みながら、キャンプ場で時を過ごした。

### 対人関係
ゴウとは、オーキド博士のポケモンキャンプへ幼少期に誘ったり、ゴウにわざわざ構ったりもしていた。その後は普通に接している。サクラギ博士のことは普段は「お父さん」と呼んでいる。サトシとは、ワンパチの電撃によりサトシが卒倒していた姿を見て当初は警戒心を持っていたが、リサーチフェローに就任以後は普通に接している。キクナとは、女子会を開いて以後、2人で出掛けたり連絡を取りあったりしている。ヒカリとも同様に、シンオウ地方で交流後に連絡先を交換して連絡を取り合っている。
ジョウト地方には、コハルと瓜二つの容姿のハルヒ（声 - 花澤香菜）が居る。性格はフレンドリーかつ雄弁な口調で、関西弁で喋る。幼少期より、イーブイ2体と共に暮らし、同じ日にエーフィとブラッキーに進化した。ポケモンとは弱い部分を互いに補い合い、共生したいと考えており、コハルもリスペクトしている。現在は、日蝕城の新城主として役目を果たしている。

## 略歴
第1話では幼少期が描かれており、幼馴染のゴウを誘ってオーキド博士主催のポケモンキャンプに参加した。その後、ゴウと共にミュウを目撃した。第2話以降は10歳に成長している。
第11話では初めてポケモン（サクラギのワンパチ）に技の指示を出した。
第49話ではイーブイ進化研究所の研究員のマツバラからイーブイを託され、ポケモントレーナーとなる。その後、以前から所有していた薄ピンクのスマホがサクラギ博士のロトム挿入によりスマホロトムになった。また、ワンパチとイーブイに技の指示を出し、初めてダブルバトルを行った。
第50話ではサトシたちやパートナーのイーブイと共にガラル地方ワイルドエリアの化石調査に初同行した。最初はスクールがあるため躊躇していたが、イーブイが乗り気だったことで、科学博物館の館長の依頼を受けた。
第52話ではサトシたちに同行しイーブイを連れてサクラギの教え子エンドウが運営するエンドウファームに赴いた。コハルはサトシやゴウを統率してバルコニーから指揮を出し、特産のニンジンに危害を加えるダグトリオたちの一掃に成功した。
第55話ではサクラギの部屋で不自然に落下した書物「君とルミナスメイズの森の物語」を読み、不思議な体験を経てガラル地方のポニータとギャロップに興味を示した。導かれる形でルミナスメイズの森を訪れ、ポニータに遭遇し、迂余曲折を経て負傷していたギャロップを救った。
第57話では家族やサトシ、ゴウが所用の都合で一人っきりになり、イーブイと共にキクナとレンジが働くサクラギ研究所を見学した。その後、キクナの誘いに乗り、買い物を愉しんでキクナ宅で女子会を催し、宿泊した。キクナ宅で1枚の写真を見つけ、コハルは思いを寄せるコダックとそのトレーナーの男性を探し出し、キクナに会わせることに成功した。
第58話ではコハルはサクラギ研究所を訪れていた際に、ゴウから通話で助けを求められた。その後、父サクラギと共にゴクリンの特性ねんちゃくで巨大化し浮遊していた球体を目撃した。
第59話ではコハルとイーブイは登校するため、家を出ようとするが、サルノリに振り回されピカチュウたちの電撃を食らった。サルノリがゴウの仲間になり、コハルはイーブイとサルノリの仲を取り持った。
第62話ではコハルとイーブイは進化したばかりのゴウのジメレオンの捜索を協力した。
第63話ではコハルはホウエン地方ミナモシティで開催のポケモン障害物競争「ポケモンマリンアスレチック」に登場したカイリのシャワーズに憧れを示すイーブイを見て会いに行くことを決め、その後イーブイと共に「キッズマリンアスレチック」に参加した。また、コハルはイーブイの進路をカイリに相談し、カイリから進路の選択肢の1つとして「みずのいし」が手渡された。
第67話ではコハルはクチバシティの連続電気窃盗事件の犯罪者発見のため、自宅を貸してサトシたちに協力した。
第69話ではコハルはポケモンセンターで大はしゃぎしたイーブイに研究所までのおつかいを任せた。コハルはサクラギ博士から頼まれたサプリメントを備え付けた襟巻きを括り付け、気付かれないようにイーブイを尾行して見守った。目的地の研究所にイーブイが帰路につくと、コハルは出迎えて抱き締めた。
第72話ではコハルはサトシやゴウ、パートナーのイーブイと共にホドモエシティを訪問した。市場で買い物を愉しみ、サルノリとイーブイがアイアントの巣穴に侵入後にはロケット団とのトラブルに巻き込まれイーブイと離ればなれとなった。紆余曲折の末、イーブイと再開して一件落着した。一時的にニャースと行動を共にし、ニャースはコハルの優しさに胸を撃たれて片思いを催すきっかけとなった。
第74話ではコハルはスクールで夏休み前の終業式を終え、家族旅行を愉しみにしていたが、両親は仕事の都合上、ソウタとワンパチは友達と約束したキャンプの予定があり急遽中止になった。そのため、コハルはイーブイを連れてシンオウ地方への出立を決意した。コトブキシティに降り立った後、イーブイが興味を示したハクタイシティで開催される「ポケモンコンテスト」を鑑賞することになり、徒歩で向かった。ムックルの群れの襲撃や驟雨に遭った後、湖畔でキャンプを始めた。シチューを煮ている最中に、匂いに誘われたヒカリとポッチャマに出会った。翌日には、ヒカリののんびりとした性格に振り回され関係性が傾きつつも、寝不足で怒り心頭のサイドンを共に撃退したことで双方に友情が芽生えた。その後、森の奥に目を向けると傷ついたクレセリアを発見した。
第75話ではコハルは負傷したクレセリアを発見して、危険を冒して慰める目的で人間を警戒するクレセリアに近付き、クレセリアから理解を得て、治療も手伝った。その後、ロケット団やマトリ、マトリの精鋭部隊から襲われるクレセリアを守り通した。また、ヒカリに自身やイーブイの今後に関して相談をし、そこで進化を止めたポッチャマの話を聞き、驚いた反応を見せた。ヒカリの演技を観て、イーブイと共にコンテスト演技の模倣をするものの、失敗に終わった。
第79話ではコハルはエーフィとブラッキーに憧憬の念を抱くイーブイのために、皆既日蝕発生の日に、ジョウト地方にある日蝕城を訪れた。祭壇で瓜二つの容姿で関西弁を駆使し、饒舌なハルヒと遭遇する。ハルヒはヒマリ（声 - 早水リサ）から日蝕城城主の座を受け継ぐ予定であった。しかし、過去のお家騒動が尾を引き、コハルたちも事件に巻き込まれることになった。
第81話ではコハルとイーブイは下校中に色違いのビリリダマを追うゴウとサトシに遭遇する。その後、「青ポケマニア」を名乗る青年アベル(声-三宅健太)らと出会い、「青活(青いポケモンを熱狂的に支持・応援する活動)」の世界を堪能することになった。
第82話ではコハルとイーブイはポプラが主催する大会に招待されたサトシたちに同行する形でガラル地方アラベスクタウンを訪れた。到着早々に、コハルは噂で耳にしたパティシエとパートナーのマホイップが作る絶品のケーキ(プチフール)を食べにサトシたちを誘い、立ち寄った。アラベスクジムに到着後、コハルは不安げなキバナ(声-松岡禎丞)の様子でポプラに疑心暗鬼になるものの、「第1回マホイップだらけのデコ大会」とのポプラの開会宣言で興味津々になり、参加の意思を示した。イーブイやマホイップと共に仕上げたホールケーキはポプラに好評であり、初めてポケモンバトルも観戦した。他の参加者のケーキを1ピースずつ試食して喜色満面の笑顔で終焉した。また、第55話で出逢ったポニータとギャロップの消息をポプラから伝えられ、安堵した。
第87話ではコハルはスクールで「友達」をテーマとした授業を受けていた。ゴウがサトシの紹介をしている最中に、少女レジーナ(声-鈴木みのり)が転校生として教室にやって来たのであった。連れていたグレイシアの「ミーチェ」は校則上ガーデンに預ける決まりがあるため、その案内役にコハルが買ってでた。消極的なミーチェがイーブイたちとの交流を深めるのを見て不安げなレジーナに、コハルは昼休みにガーデンに戻ることを提案してガーデンから離れた。教室に戻ると、クラスメイトから転校生に期待の眼差しを向けられ困惑するレジーナに、警戒していたミーチェがガーデンを飛び出しレジーナを守ろうと、コハルたちを技「ふぶき」で氷漬けにしてしまった。クラスメイトとの関係も冷え込む中、コハルたちは心を閉ざすレジーナのために奔走する。
第89話ではコハルとイーブイはシンオウ地方でトレーナーのポケモンが「ゲート」と呼ばれる謎の孔を介して別世界に連れ去られる事案を耳にしてサトシとゴウに同行し、ヒカリのポッチャマが連れ去られたシンオウ地方マサゴタウンを訪れた。突然開いたゲートから登場したロケット団がサトシとゴウのポケモンを掻っ攫い、ゴウとヒカリが後を追うためにゲートの奥に消えた後は、コハルが読んだ小説をヒントにミオ図書館で詮索する。コハルはシロナと初めて交流した後、再度開いたゲートから現れたロケット団を追いかけるサトシやサトピカ、イーブイと共に別世界に立ち入った。
第120話ではコハルとイーブイはポケモンの進化について詳しく知るためにサクラギと共にキャンプに出掛ける。キャンプ場近くの山中でピッピの進化の儀式の最中にゴルバットの乱入により、かつてピッピの時にサクラギとふれあっていて、進化したピクシー（声 - 永井真里子）と共に撃退。儀式を終え、ピッピたちの進化を見届けたことにより、個々のポケモンの可能性は無限大とサクラギから聞かされた。なお、この回はコハルメインのストーリーであるため、サトシやゴウが登場しない回となった（サトシは二度目、ゴウは初となる。なお、双方がコハルの回想で音声なしのふきだしとして登場している。）。
第136話（最終話）では旅に出るサトシとゴウに変わってリサーチフェローを引き継ぎ、別れた。また、この時リサーチフェローはイーブイと一緒に行うことにした。

## コハルのポケモン
PM2第136話時点でコハルの現在の手持ちはイーブイのみである。なお、コハルに懐いているワンパチは父・サクラギ博士が所有している。コハルはイーブイとワンパチ共に大切にしている。

### イーブイ
イーブイ
- 声 - 真堂圭
- 性別：♀
- 登場時期：PM2

コハルの最初のポケモンでメインパートナー。2020年9月20日公開のビジュアルで先行登場後、2020年11月6日公開のビジュアルを経て、本シリーズでは第49話（一部地域を除く日本では2020年12月11日）から登場している。
イーブイ進化研究所にいた時点で8種類何れにも進化しない特別なイーブイとして研究されていた。研究所にいたときは、イーブイは憧れを抱いていた進化系のニンフィアやシャワーズの真似をしていた。
ある日、イーブイは散歩中でサトシとはぐれていたワンパチに興味を示して、研究所を飛び出し、脱走に気付いた研究員に追いかけ回された末にワンパチの指示でかろうじてスクール内に逃げ込んだ。ワンパチは試験（テスト）を受験中のコハルに異常を伝え、それを受けコハルはテストを途中退席した。コハルはワンパチに案内をされ、ワンパチの合図で隠れていたイーブイがツツジの繁みから飛び出したことで初めて対面した。コハルはイーブイに魅了されたことや怪しい研究員の姿を見て保護を決断した。ゴウが研究員を欺いている間に、コハルはイーブイと共に脱走を試みたものの、研究員に見つかってしまう。ゴウが咄嗟に抑え込んでいる間に、ガーデンに駆け込むとロケット団に鉢合わせし、研究員との板挟み状態となった。コハルは研究員に「イーブイを渡さない」と主張するものの、研究員の主旨と素性を知り対応が誤解であったことを悟った。その後、コハルとゴウはスクール内のガーデンのポケモンたちをロケット団が奪取していることを知り、コハルはワンパチでバトル対応した。イーブイはペリッパーとバトルをするワンパチに感銘を受け応戦し、コハルの指示のもとワンパチの「スパーク」を真似て共にペリッパーを攻撃し、勝利した。件が総じて解決すると、研究員のマツバラが連れ帰ろうとするが、イーブイはそれを振り切り、コハルの胸元に飛び込み、自らゲットされるに至った。
第50話では、コハルが化石調査に迷う中、興味を示したイーブイはコハルを後押しし、サトシたちと共にガラル地方のワイルドエリアに赴いた。ガサッツたちの化石調査の手伝いをコハルと共にして、尻尾で砂を払いポケモンの足の化石を発見した。復元したパッチルドンがコハルに向けて技を放った際には、コハルを押し守った。実家に帰宅後は、コハルのレポート課題をうとうとしながら見守ったが、途中で尻尾を丸めて就寝した。
第52話では、コハルと共にエンドウファームに向かった。その後、コハルたちと共に野菜の収穫とディグダの追い払い作業を手伝った。最後に、冒険の楽しみを知ったコハルと共に駆け足で帰った。
第55話では、コハルと共にガラル地方のルミナスメイズの森を訪れた。ポニータと遭遇してコハルと共に追いかけ、負傷していたギャロップを発見した。癒しの効果のある虹色の花の滴を探す過程にコハルとお互い協力した。自身が傷ついた際には、ポニータから「いやしのはどう」を受け回復し、イーブイはその技を真似てコハルの治癒に努めた。虹色の花が眼前に迫った所でいたずら好きのベロバーにコハルのリュックサックを奪われて、イーブイは取り返しに奔走し、まねっこ合戦やブリーのみの投げ合いに発展した。双方が遊び疲れてからベロバーからリュックサックを返上され、虹色の花の滴を回収後はギャロップの全快にポニータの「いやしのはどう」を真似て協力した。全快してから、ポニータに乗りルミナスメイズの森を散策して、サトシやゴウたちと再度合流した。
第57話では、コハルと共に研究所を見学後、キクナ宅で女子会に参加し、ポケモンフーズと点心を頬張った。また、ゲンガーの驚かしを受けたが、動じずゲンガーの真似をして追い払った。
第59話では、サルノリに振り回され背中を踏みつけられた後に、ピカチュウたちの電撃を浴びた。その後、サルノリの謝罪を受け入れたが、それで調子に乗ったサルノリに馬乗りにされた。
第62話では、コハルと共にジメレオンの捜索に協力した。終始コハルに抱かれていた。
第63話では、ホウエン地方ミナモシティ開催の「ポケモンマリンアスレチック」に登場したカイリのシャワーズに憧れを示し、コハルたちと共に当地へ赴いた。カイリに勧められた「キッズマリンアスレチック」にコハルと共に参加中にコースを抜け出したジュゴンを追いかけ、ジュゴンとハンテールとの喧嘩に巻き込まれて洞穴に閉じ込められた。サトシたちの活躍で救助され、怒り心頭のハンテールにシャワーズの「ハイドロポンプ」を真似て攻撃した。
第67話では、ピカチュウが大量の電気を自宅に流したことに驚いていた。また、コハル宅に密かに侵入し、散乱していたブレッドを食べたモルペコに対し、ワンパチと共に威嚇した。
第69話では、イーブイはクチバシティのポケモンセンターでサルノリを真似しておおはしゃぎした。その後、イーブイの個性を嘲けたゴウにイーブイを自慢させるため、コハルはイーブイに「おつかい」をさせることを決断した。コハルから父サクラギ博士に届ける予定のサプリメントを襟巻きの形で預けられ、イーブイはサルノリと共にサクラギ研究所までの「おつかい」に出発した。道中にイシツブテに興味を示し、裏道に入り込むがサトシの策略で元の道に戻った。また、横断歩道では赤信号を渡ろうと試みたサルノリを静止させ、イーブイたちは人間社会の慣習に則り青信号で左右を確認して渡った。途中、サルノリがアイスクリームに興味を示して経路から外れたが、イーブイはサルノリが落としたサプリメントを咥え、コハルの指示通りに目的地に届けて、コハルから迎えられた。
第72話では、コハルと市場での買い物を楽しんだ後に、アイアントの巣穴を見つけ侵入した。その後、ロケット団に遭遇し、煙で蒔いてピカチュウと間違われてロケット団に捕らえられた。行方がわからないニャースの代わりにロケット団のメンバーとなり、ロケット団登場時の振り付けを快く練習した。アイアントに追いかけられた際に、コハルたちに合流して再開を果たした。ロケット団の振り付けは完璧に覚えており、ゴウのゲット描写でも披露し、クチバシティに帰省後も事あるごとにポーズを決めるほど気に入っている。
1時間スペシャル（2021年7月2日）では、コハルとキクナが電話中にコハルの傍らでリラックスした状態で寝ていた。起床後は、キクナが所持するポケモンの鳴き声に反応するコダックの玩具と真似っこ合戦を繰り広げた。
第74話では、イーブイは諸事情で中止になった家族旅行に代わり、コハルと共にシンオウ地方に赴いた。イーブイは大型ビジョンで知った「ポケモンコンテスト」に興味を示し、ハクタイシティまで徒歩で向かった。森を抜ける途中に、ムックルに追いかけられたり、雨に見舞われたりした後に湖畔でキャンプを始めた。シチューの匂いに誘われたヒカリとポッチャマに自己紹介をして、翌日にはヒカリやポッチャマと意気投合した。寝不足で機嫌が悪いサイドンに対して、真正面に「たいあたり」をし、ポッチャマの「バブルこうせん」を真似て繰り出し、倒した。その後、森の奥深くで負傷していたクレセリアと遭遇した。
第75話では、イーブイは人間に警戒するクレセリアに話しかけ、コハルと共に宥めた。その後、コンテストの練習をし、ポッチャマの演技を模倣した。また、ロケット団からクレセリアを守る際には抗戦した。
第78話では、イーブイはコハルと共に皆既日蝕の日にジョウト地方で進化系エーフィとブラッキーが奉られている日蝕城に赴いた。そこでコハルは自身に容姿がそっくりな日蝕城次期城主ハルヒと出逢った。その後、イーブイの眼前でコハルはハルヒとの誤解で拉致事件に巻き込まれ、人質となった。しかし、イーブイはエーフィの予知能力を模倣してコハルの居場所を特定し、城主簒奪を図ったカツキを進化系2種と共に圧倒した。紆余曲折の末に事件は解決に至り、ハルヒからエーフィとブラッキーの家紋の浮き彫り入りの徽章の首飾りをイーブイは貰った。
第81話では、イーブイはコハルと共に帰途につく最中にサトシやゴウ、「青ポケマニア」を名乗るアベルと遭遇する。その後、コハルとは対照的にアベルの「青活」に興味を示し、最終的に共に参加することになった。一時的には、アベルの青ポケモンへの想いが熱狂的になり過ぎて掴まれたあまりに、怯えて涙を見せる場面もあった。ピカチュウやサルノリと遊んでいる際には、ロケット団に捕えられ、アベルやブルータスの尽力で解放された。
第82話ではイーブイは研究所でワンパチのパンティング行為を真似した。その後、コハルと共にガラル地方アラベスクタウンに赴き、パティシエとマホイップの作るプチフールを食した。ポプラ主催のケーキ作り大会では、マホイップと共にコハルの手助けをした。最終的には、コハルと共に他の参加者のケーキを食べ、満面の笑みを浮かべた。
第87話では、イーブイはコハルと共に登校し、校則上ガーデンに預けられた。ガーデンにレジーナのミーチェ（グレイシア）が預けられたことで、交流を深めた。コハルたちがミーチェの強烈な「ふぶき」で下半身を凍らされると、氷を砕くのを手伝った。また、レジーナが氷の遊園地内にアイスリンクの設営を試みた際には、ミーチェの「れいとうビーム」を模倣して協力した。
第89話では、イーブイはコハルたちと共にトレーナーのポケモンが連れ去られる事件の真相を知るため、シンオウ地方のマサゴタウンを訪れた。突如現れた別世界のロケット団の誘拐を目撃後は、手がかりを探すためにミオ図書館を訪れた。その後、再度現れた別世界のロケット団を追い、コハルの胸元から飛び出しゲートを越えた。この回では、サトピカと一緒にいることが多い。
第90話では、イーブイはコハルたちと共にゲートを越えて、もうひとつの世界（別世界）に立ち入り、別世界のフタバタウンを散策した。ポケモンのたまごを奪取するロケット団に遭遇後、事件の全体像を掴むことになった。その際に別世界のナナカマド博士の助言で、ディアルガの影響で時間が逆戻りしている懸念を耳にしたコハルは応急措置としてイーブイを一時的にモンスターボールに戻した。テンガン山を訪れたコハルたちは別世界のロケット団の野望を阻止する目的で、コハルはイーブイを繰り出した。イーブイはヒカリのポッチャマの「バブルこうせん」を模倣した別世界のコハルのイーブイの「まねっこ」を模倣して、ロケット団のソーナンスのパワードスーツに技を命中させ、スーツを破壊した。しかしながら、暴走状態のディアルガの光線を直接浴びて卵の状態に逆戻りした。コハルたち一行はディアルガとパルキアに秩序の安定した世界やトレーナーおよびポケモンが元通りに戻ることを願い、それが以心伝心して2体届き、フタバタウンに飛ばされてイーブイたちは元に戻った。事件が総じて解決後は、コハルと共に別世界のコハルとイーブイに別れを告げた。
第94話では、リーフィアに会う目的で、イーブイらはタマムシジムのジムリーダーのエリカが主催する『ポケモン生け花教室』に参加した。ポケモンの個性を引き出すことを特徴とする「ポケモン生け花」で、イーブイはリーフィアのポケモン生け花の様相に触発されて、リーフィアの生け花を模倣したディザインがコハルによって施された。コハルがイーブイに施したポケモン生け花は、エリカに「イーブイの個性に合わせつつ、リーフィアに合わせたアレンジ」と評され、リーフィアも喜んだ。一同がポケモン生け花を発表後に、突然ロケット団が乱入してピカチュウを奪取した際には、参戦してリーフィアの「はっぱカッター」を模倣してハハコモリとラランテスに攻撃した。別れの時に、エリカは進路先の選択を応援する目的で、タマムシジムで製造されたリーフィアの葉を用いた香水をコハルとイーブイに譲渡した。
第98話では、イーブイはコハルと共にサーカスにゲスト出演予定だったサトシとゴウの同行者として「ポケモンサーカス」会場を訪問した。イーブイらは、ほのおタイプ大好きパフォーマーのホノカとそのパートナーのカレン（イーブイ）、でんきタイプ愛好パフォーマーのビリーとそのパートナーのライム（イーブイ）の空中ブランコの演技練習を見学して感服する。コハルとイーブイは進化形のサンダースおよびブースターを見学する予定だったがカレンがサンダース、ライムがブースターに進化すると云う物理的な事故に遭遇した。苦渋のパートナー交換に至ったがホノカとライム・ビリーとカレンの組み合わせは失敗し、後日元のパートナー同士で練習するも演技には支障が生じた。座長やホノカ、ビリーらは意気消沈していたが、ライムとカレンは練習を続行し、イーブイも後押ししてサトシやゴウらも協力した。パートナーの意志を悟った2人も練習を続投した。サーカス当日、イーブイらは空中ブランコとの共演（ゲスト出演）で、でんき技とほのお技を模倣して花火を完成させて、大会も成功した。
第101話では、サルノリが毛繕いを覚えたのに伴い、イーブイに毛繕いを行った。
第102話ではイーブイはゴウを慰めようとするサルノリのリズムに乗ってノリノリの行動を見せた。
第105話では、イーブイはニンフィアを連れたトレーナーに会う目的でホウエン地方のミナモシティを訪問して、偶然遭遇したセレナのニンフィアと触れ合った。その後、ミナモシティで開催されていたポケモンコンテスト大会のノーマルランクに参加して、これまで出逢った進化形8種類を想起しながら演技を披露した。
第107話では、イーブイはサクラギ博士から頼まれてサクラギ・パーク内でポケモン撮影を行うコハルに同行した。サクラギ・パークを見回りするワンパチにコハルらと付き添ってパーク内で発生した諸問題の解決を試みた。終盤、イーブイはこの回で活躍したワンパチに眼を輝かせた。
第112話では、イーブイはコハルと共にアローラ地方に赴き、ナギサ（スイレンのイーブイ）と触れ合った。
第119話では、バリヤードが司会（メインMC）を務める新番組『バリちゃんねる』にて、「サクラギ研究所 七不思議」の1つ「進化しないイーブイ」の謎として、コハルのイーブイが取り上げられた。また、ナデさんがラジオパーソナリティを務めるラジオ番組『きょうはあんたがスピードスターラジオ』で、サクラギ（リスナーネーム：パパは最近さみしんボール）とキクナ（リスナーネーム：黄色い恋人）がお便りの形で、コハルとイーブイのこれまでのリレーションシップを振り返った。
第120話では、イーブイはコハルと父・サクラギ博士と共に週末にキャンプに赴いた。
第129話では、イーブイはコハルと共にマスターズトーナメント決勝戦に駆けつけた。ポッチャマと共に試合前の控室に進入、試合中は尾にポンポンを装着した状態でサトシの応援を行う。
クリスマスには、イーブイはコハルたちと共にマホイップの能力も借りてパーティー用のケーキ作りを行った。また、2021年12月25日にはアニメーターの安田周平はクリスマス向けのコハルとイーブイのファンアートを公開した。
性格は純粋無垢かつ万事において好奇心旺盛で人懐っこい。外向的で外界やポケモンにすぐに興味を示し、相手の真似や模倣をすることが好きである。また、努力家で初対面の相手に物怖じしない。誘惑に負けることなく提示された使命をこなすなど理性的な一面もある。トレーナーのコハルよりも先んじた行動を取ることが多い。第69話でコハルは「家にいる時はいい仔で賢く、かわいい」と語っている。花澤は、インタビューで「色々まねっこができ、器用な子」と述べている。
イーブイは、ワンパチやナギサといった4足歩行で初対面のポケモンと交流する際には、互いに尾を嗅ぐことを挨拶としている。
コハルとはお互い気持ちを理解しているほど深い仲であり、イーブイ自身もコハルが大好き。また、緊急時にはお互い助け合っており、登下校にはイーブイを同行させている。シンオウ地方での行動やガラル地方への冒険意欲、推し活への参加の是非など、イーブイは度々率先垂範な行動をとるため、消極的なコハルとは対照的な判断をすることもある。
コハルが寄り添う形でイーブイ進化研究所で健康診断を定期的に受診している。第120話は健康診断の日で、マツバラから「健康そのもの」との診断を受けた。
コハルのイーブイは進化ができない。この原因は不明である。一方、進化系に憧れを示すことが顕著だが、自身の進路はまだ定まっていない。コハルはイーブイ自身が進路を決断することを望んでおり、イーブイもその気持ちを理解している。イーブイ進化研究所研究員のマツバラはこの特別な個体に関して「イーブイは元々遺伝子が不安定なポケモンなんだけど、その仔の場合、その度合いが大きいのかもしれない。或いは進むべき道が定まらなくて迷っているのか」と述べ、非科学的と後付けした持論を展開した。第119話で、キクナは、「将来がわからないコハルと自分の進むべき道を決められないイーブイ、そっくりなふたり」と語った。また、前年の2019年に発売された『ポケットモンスター ソード・シールド（剣盾・SWSH）』で「キョダイマックス」するイーブイが発見されており、コハルのイーブイ同様このイーブイは進化ができない。なお、コハルはダイマックスバンドを所持していなかったため、イーブイがキョダイマックス個体の有無は明らかにならなかった。
サクラギ博士のワンパチとの関係が非常に良好で、イーブイは度々一緒に遊んだり真似をしたりしている。イーブイがコハルのポケモンになった際には、ワンパチは歓迎した。イーブイの眼前ではワンパチは兄気質である。サトピカやゴウのメッソン（当時）たちにはすぐに打ち解け、仲睦まじく遊んでいた。サルノリとは序盤はピリピリした関係性だったが、時間を経て意気投合している。イーブイは周囲のポケモンに随伴し、遊びなどで似た行動を取ることが目立っている。
第90話で登場したもうひとつの世界（別世界）のイーブイは、いつもの世界のコハルのイーブイと同様に♀で、後者のイーブイよりもやや気丈。性格はトレーナーである別世界のコハルと似ている。別世界のコハルがロケット団の情報を盗用して作成した時間の巻き戻りの影響を受けないパワードスーツを着用し、光線を浴びた拍子に外れて事件解決後からは脱衣の状態。別世界のコハルの指示でヒカリのポッチャマの技「バブルこうせん」を模倣し、ロケット団のニャースのパワードスーツにあるスラスターを破壊して爆発させた。「あかいくさり」の影響でディアルガがさらに暴走した拍子に、ディアルガの光線を直接浴びてしまい、卵の状態に巻き戻った。後に双方のコハルらの尽力で元に戻った。一件落着すると、別世界のコハルと共にゲートを介していつもの世界に戻るコハルとイーブイを見送った。
コハルのイーブイは、♀でしっぽがハートの形（花形）の最初で唯一登場の個体である。これは、2018年発売の『Let's Go! イーブイ』の相棒イーブイの♀のみが確認され、次作の『ソード・シールド』から野生のイーブイの♀個体でも見られていた。アニメシリーズにおいて、これまでにサクラのイーブイ（後のエーフィ）やハルカのイーブイ（後のグレイシア）、セレナのイーブイ（後のニンフィア）が♀であるが、従来のギザギザの尾である。
第3作目（第50話 - 第99話）オープニング『1・2・3（歌：からあげ姉妹）』では、コハルの肩に乗った後、現状確認されている進化形8種と共に登場するイーブイが映っている。第4作目（第100話以降）オープニング『1・2・3（歌：サトシ＆ゴウ）』では、開始数秒でコハルに抱かれたイーブイが登場し、サクラギ研究所からサトシとゴウを見送る描写にも登場。また、特徴的な衣裳を纏ったコハルと共にイーブイは演技を披露し、演技を決めると進化形8種類が登場する描写が先行公開された。その際に、イーブイが身につけた衣装の中には、頭状花序に光沢のある結晶が埋め込まれた花型のリボンがあり、セレナのイーブイ（当時）がトライポカロンの演技で使用したものである。
使用技は「まねっこ」、「たいあたり」。

## 他作品
小学館の『ちゃお』に短期で連載された鮎ヒナタが描くコミカライズ版『だいすき♡ポケットモンスター』では、漫画オリジナルの友人ミカと共に主要人物となっており、性格は若干異なる。